# Karászi család
A Karászi család első ismert őse a 13. század első felében élt Drugh, Sándor bán nagyapja.
Drugh fia Sándor V. István király bizalmas hive volt, aki részt vett Olmütz 1253. évi ostromában, és az 1263. évi görög hadjáratban, és az 1264-1265. évi belháborúban, ahol sikerrel védte meg Feketehalom várát, s részt vett a háborút befejező isaszegi csatában is.
Érdemeiért V. István  király neki ajándékozta Ákos nemzetségbeli Ernye bán Kazinc, Ludna és Harica Borsod megyei birtokait, melyeket korábban már Ernye bán is Sándornak adott szolgálatai fejében, melyből az feltételezhető, hogy Drugh fia Sándor Ernye Bán familiárisa lehetett.
Drugh fia Sándor 1267-ben már szabolcsi ispán volt, 1268-ban szörényi bán címet viselt, 1272. szeptember 11. és 1273. március 6-a között pedig már az országbírói méltóságot is betöltötte.
1274 táján kazna-i bán volt, 1274-ben szebeni és dobokai ispánként volt ismert. V. István és IV. László király idején alig hét év alatt számtalan birtokadományban részesült Borsod, Heves, Pest, Szabolcs, Szatmár, Tolna és Zemplén megyében. Ugyanakkor a királyi adományokon kívül vásárlás útján is növelte birtokainak számát.
Drugh fia Sándor birtokainak központját Karászon (Nyírkarász) alakította ki, s itt építtette fel várát is, az oklevelek is innen karászi birtokukról nevezték meg hosszú ideig fiát, Sándort és utódait, s e birtokokat mint öröklött szerzeményeket tüntették fel.
Drugh fia Sándor az oklevelekben 1274-ben szerepelt utoljára. Az írott források ez időtől kezdve már csak fiát, Karászi Sándort említik.
Drugh fia Sándor ugyancsak Sándor nevű, báni címet is viselő fia Borsa Beke familiárisa, 1308 és 1310 között szabolcsi alispán volt, a Borsák támogatását kihasználva többször is hatalmaskodott szomszédaival. Fiai voltak Miklós és László.
Károly Róbert király 1317-ben megtörte a Borsák tiszántúli hatalmát, ettől kezdve a Karásziak egymás után veszítették el szabolcsi birtokaikat, 1328-ban Karászt is. Ettől kezdve szabolcsi birtoklásuk végleg lezárult. László fiai, Sándor és János már mint Edelényiek adták el berceli birtokukat.
A Karászi család utolsó tagja a 14. század közepén halt ki. Szatmár és Borsod megyei birtokaik kihalásukig a család tulajdonában maradtak.